# Aeroportul Internațional Crnl. FAP Francisco Secada Vignetta
Aeroportul Internațional Crnl. FAP Francisco Secada Vignetta (IATA: IQT, ICAO: SPQT) este un aeroport din Iquitos, Provincia Maynas, Loreto, Peru ce deservește zona Iquitos. Aeroportul a fost tranzitat în 2022 de 956.933 de pasageri.
Situat la o altitudine de 93 m, aeroportul dispune de o singură pistă. Este operat de Aeropuertos del Perú⁠(d).